# Yoko Takahagi
Yoko Takahagi (高萩 陽子, 17 d'abril de 1969) és una exfutbolista japonesa.

## Selecció del Japó
Va debutar amb la selecció del Japó el 1986. Va disputar 31 partits amb la selecció del Japó. Ha disputat Copa del Món de 1991.

## Estadístiques
| Selecció del Japó | Selecció del Japó | Selecció del Japó |
| Anys              | Partits           | Gols              |
| ----------------- | ----------------- | ----------------- |
| 1986              | 13                | 0                 |
| 1987              | 2                 | 0                 |
| 1988              | 0                 | 0                 |
| 1989              | 6                 | 0                 |
| 1990              | 6                 | 0                 |
| 1991              | 4                 | 0                 |
| Total             | 31                | 0                 |